# The Book of Lies

The Book of Lies, sorti le 11 septembre 2001, est le premier album officiel du groupe français Jack the Ripper.
La pochette du disque est une toile de Juarez Machado nommée La Fête Continue.

## Liste des Morceaux
Tous les titres sont signés A.Mazurel/Jack the Ripper sauf mentionné.
1. Dog Meets Wolf – 4:33
2. Prayer In a Tango – 5.23
3. Death of a Writer – 3:51
4. Haunted – 5:19
5. Mescaline – 2:44
6. In a Bar, with Billy Kunt – 5:17
7. Son of... – 4:47
8. The Assassin – 5:15
9. Liberation (Oscar Wilde-A.Mazurel/Jack the Ripper) – 4:30